# François Xavier Bourste
François Xavier Bourste est un moine cistercien, avant-dernier abbé de Pairis, né en 1723 à Colmar et mort dans cette même ville en 1788.

## Biographie
François Xavier Bourste naît le 30 septembre ou le 30 novembre 1723 à Colmar. Il est issu d’une famille de la bourgeoisie de robe, son père François Joseph étant avocat au conseil souverain d’Alsace, comme le deviendra son frère aîné et le sera l’époux de l’une de ses sœurs. À l’instar d’une autre de ses sœurs, qui entre chez les clarisses du prieuré d’Alspach, François Xavier Bourste se destine à la vie religieuse et entre le 10 février 1743 chez les cisterciens de l’abbaye de Pairis. Cinq ans plus tard, le 8 juin 1748 il est ordonné prêtre par l’évêque de Bâle.
Un peu plus de dix ans plus tard, le 17 juin 1759, François Xavier Bourste est élu abbé de Pairis en remplacement de Mathieu Tribout. Il trouve une abbaye dans une situation financière catastrophique, la reconstruction des bâtiments après l’incendie de 1753 ayant nécessité d’importants emprunts qui ont lourdement endettés l’institution. Le problème est d’autant plus critique que les travaux ne sont pas terminés et que le nouvel abbé se trouve contraint de poursuivre les emprunts. Sa priorité dans les années qui suivent est de rétablir la situation financière, ce qu’il fait en augmentant et en créant de nouveaux impôts, devenant de ce fait très impopulaire dans le Val d’Orbey. La méthode permet toutefois à l’abbaye de rembourser ses créancier et d’entrer dans une phase de prospérité à partir du début des années 1770.
Les fonds étant de nouveau disponible, François Xavier Bourste doit se concentrer à partir de 1775 sur la reconstruction de l’hôtel de Pairis qui sert de pied-à-terre à la communauté à Colmar, l’affaire étant ponctuée de nombreux litiges avec le voisinage jusqu’en 1780. La prospérité de l’abbaye augmente encore dans les années 1780, au point d’atteindre en 1781 près de 80 000 livres de recettes pour 15 500 livres de dépenses.
La santé de François Xavier Bourste se dégrade toutefois également au cours de cette décennie et il souffre de douleurs chroniques. L’ensemble de ses membres sont progressivement gagnés par la gangrène et il meurt à Colmar le 19 novembre 1788 après plusieurs mois d’agonie. Il est remplacé le 17 février 1789 par Antoine Delort.